# Joachim Hillenbrand
Joachim Hillenbrand (* 6. April 1964) ist ein ehemaliger deutscher Radrennfahrer und nationaler Meister im Radsport.

## Sportliche Laufbahn
Hillenbrand startete für den Bund Deutscher Radfahrer (BDR) 1982 bei den UCI-Bahn-Weltmeisterschaften der Junioren; er wurde Vierter in der Mannschaftsverfolgung und Fünfter in der Einerverfolgung. Er gewann 1985 mit seinen Vereinskameraden Matthias Lange, Roland Günther und Volker Diehl vom Berliner RC Opel-Schüler 1921 die deutsche Meisterschaft in der Mannschaftsverfolgung. 1986 konnte er diesen Erfolg wiederholen. In der Einerverfolgung wurde er 1988 Vize-Meister und gewann den nationalen Titel im Punktefahren. Von 1984 bis 1988 stand er bei deutschen Meisterschaften in mindestens einer Disziplin (Einerverfolgung, Mannschaftsverfolgung, Punktefahren, Omnium oder im Mannschaftszeitfahren) auf dem Podium. Einen Titel auf der Straße gewann Hillenbrand 1987 im Mannschaftszeitfahren (mit Frank Plambeck, Jörg Müller und Peter Becker). Bei den UCI-Bahn-Weltmeisterschaften 1986 startete er in der Einerverfolgung und wurde dort 16.